# الهندوسية في جزر المالديف

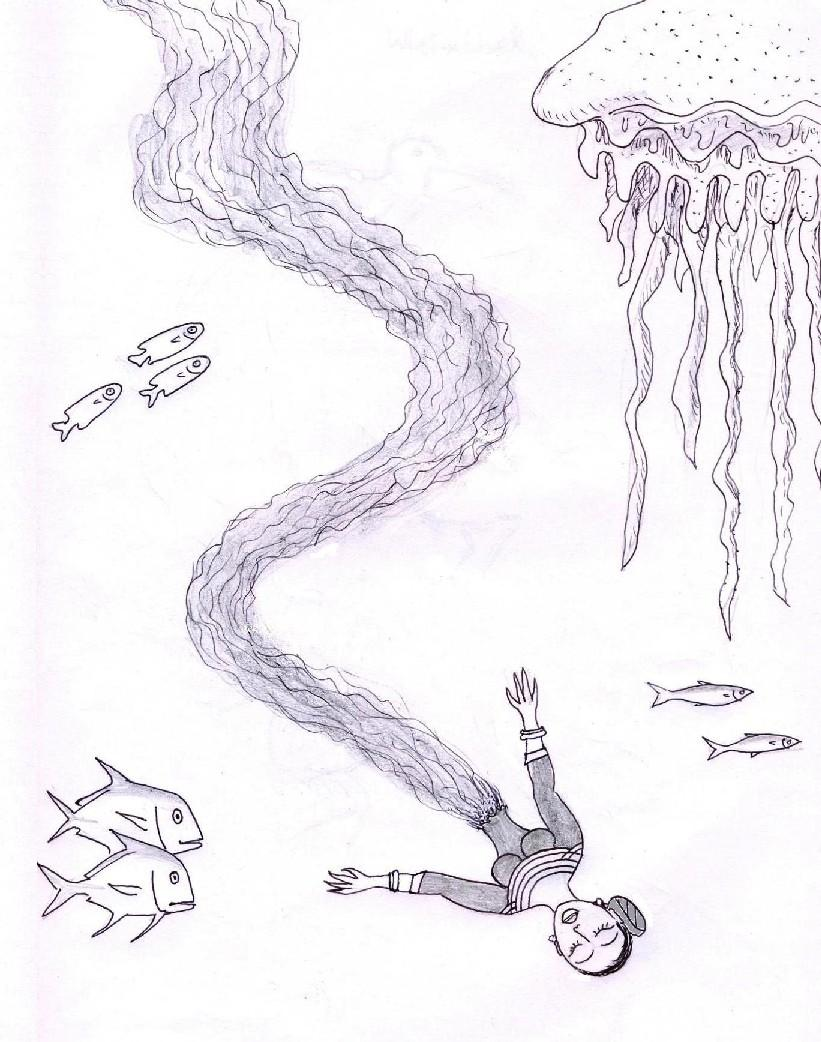
وفاة دونهيالا من قصة دونهيالا وأليفولهو الهندوسية، والتي تشابهة لحد كبير قصة دون هيالا وليثو في الفلكلور المالديفي.

الهندوسية في جزر المالديف هناك بعض التقاليد الهندوسية في جزر المالديف في الفترات التاريخية القديمة. كان دين جزر المالديف قديمًا هو الفاجراية البوذية الذي تأثرت بشدة بالهندوسية. هناك بقايا أثرية من القرن الثامن أو التاسع الميلادي تصور الآلهة الهندوسية مثل: شيفا ولاكشمي والحكيم أغستيا.
يحتوي الفولكلور المالديفي على أساطير حول الحكيم فاشيشتا المعروف محليا باسم أوديتان كيليج والموصوف بالساحر العظيم. زوجة أودان كاليج هي امرأة جميلة تدعى ديجي أيه، والتي تمتلك مزاجًا ناريًا قويًا مثل زوجها. اسمها مشتق من الكلمة السنسكريتية يوجيني.
من غير المعروف لماذا اعتنق آخر ملك بوذي في جزر المالديف الإسلام. إن أهمية العرب كتجار في المحيط الهندي في القرن الثاني عشر الميلادي قد يفسر جزئيًا لماذا تحول الملك المالديفي البوذي الأخير قراره بالدخول في الإسلام. تبنى الملك اسم السلطان وهو اسمه قادم من اللغة العربية، إلى جانب القب المالديفي القديم مها رادون أو رأس كليج. أنشأ محمد العادل سلسلة من ستة سلالات إسلامية تتكون من 84 سلطانًا استمرت حكمهم حتى عام 1932، حينما تحولت السلطنة إلى سلطة منتخبة.
ووفقًا لابن بطوطة فإن الشخص المسؤول عن هذا التحول كان زائرًا سُنيًا مسلمًا يدعى أبو البركات وهو من المغرب. لكن التقاليد الملديفية الأكثر موثوقية تقول أنه كان فقيهًا فارسيًا من تبريز يدعى يوسف شمس الدين، ويشار إليه أيضا باسم تبريزوغيفانو. يوجد قبره الآن على أرض مسجد الجمعة، أو هوكورو ميسكي في العاصمة ماليه، والذي بني في عام 1656، وهو أقدم مسجد في جزر المالديف.

## الهنود في جزر المالديف
هناك ما يقدر بنحو 9.000 شخص من الهنود غير المقيمين في جزر المالديف وفقًا لأرقام التعداد عام 2000. يتكون المهجر الهندي في جزر المالديف بشكل رئيسي من الأطباء والمدرسين والمهندسين والمحاسبين والمديرين وغيرهم من المهنيين. وقد ساعدوا البلاد في تنمية مواردها البشرية في العديد من القطاعات. هناك في جزر المالديف عدد كبير من الموظفين المهرة وغير المهرة من الهند، وهم الفنيون والبناءون والخياطون والسباكون وغيرهم من العمال.
لا يوجد سوى مواطن مالديفي واحد من أصل هندي في هذا البلد. هناك سبب وجيه لهذا، فعلى المستويين التاريخي والتجاري كان الناس من الساحل الجنوبي للهند وخاصة من كيرالا على اتصال وثيق ومنتظم مع جزر المالديف، لكن هذه الاتصالات لم تتحول إلى مجموعة اجتماعية وثقافية مركبة، ربما بسبب الهوية الإسلامية الخالصة لجزر المالديف وشعبها.
لا يوجد رسم هندوسي مالديفي، لأن دين الدولة هو الإسلام السني ولا يُسمح بالتحول من الإسلام إلى أي ديانة أخرى. وأصبح إلزامي أن يكون كل الملديفيين مسلمين. تحظر قوانين الجمارك المالديفية استيراد أي صنم بغرض العبادة. هناك آلاف من الهندوس في جزر المالديف، والغالبية العظمى منها من أصل تاميلي أو المالايالي والذين يعملون عمالة أجنبية. بشكل غير رسمي لا يوجد مالديفيون هندوسيون أو أتباع بوذيون في جزر المالديف.

## التقارب الثقافي
تحظى الأغاني الهندية بشعبية في جزر المالديف، خاصةً من قبل كبار السن أمثال: محمد رافي، موكيش، لاتا مانجيشكار، آشا بونسلي، بانكاج أودهاس، ومنهار أوداس. لذلك فإن معظم الأغاني المالديفية الشعبية تعتمد على أو تتأثر بالأغاني الهندية. وبالمثل الرقصات المحلية الشعبية هي رقصات قادمة من شمال الهند وخاصة كاثاك. تسمى رقصة المالديف المحلية بودو بيرو.